# Tumamoca
Tumamoca es un género con dos especies de plantas con flores perteneciente a la familia Cucurbitaceae. 

## Especies seleccionadas
| - Tumamoca macdougalii - Tumamoca mucronata |